# Ede (gemeente)

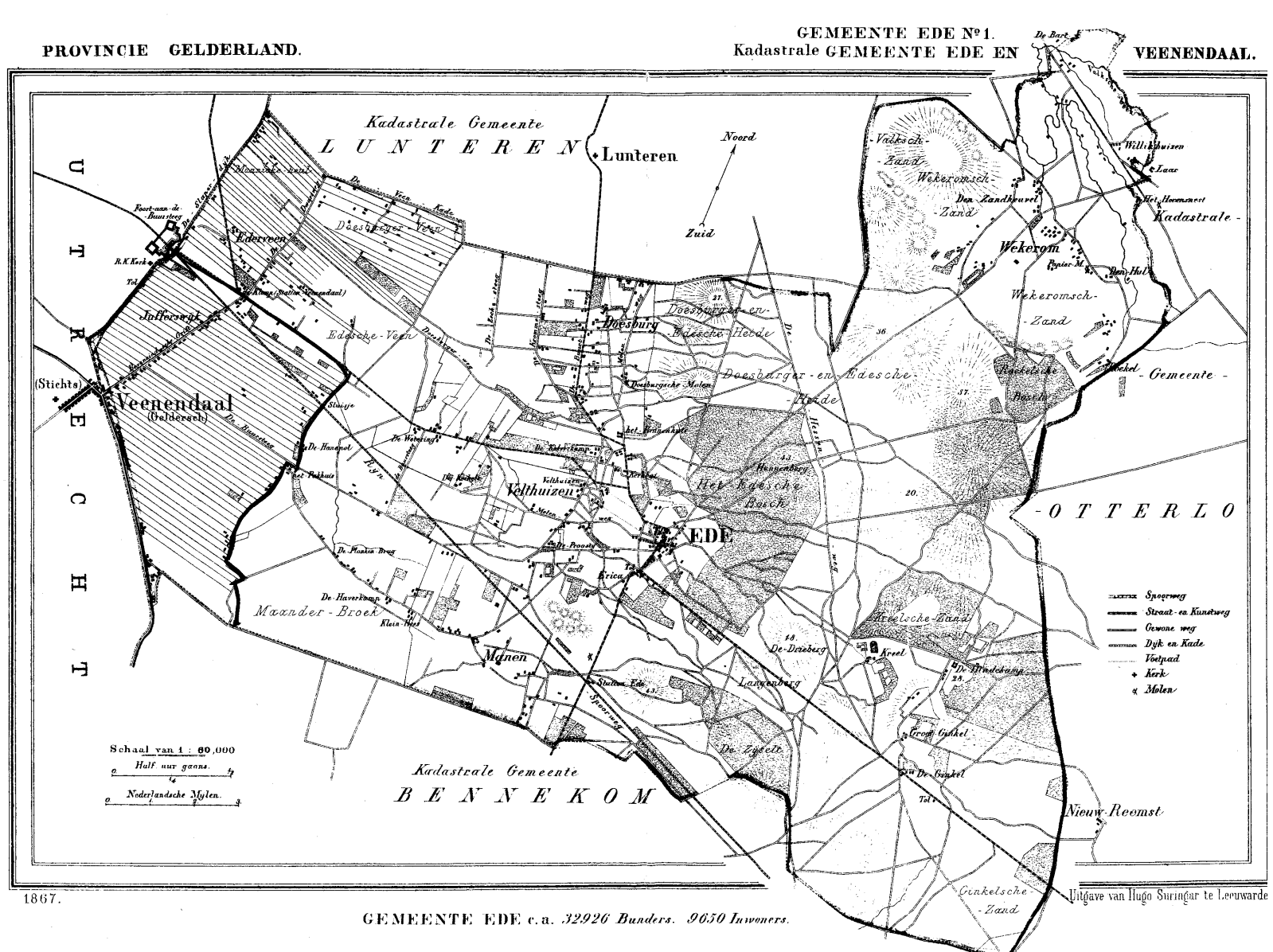
Kaart van een deel van de gemeente Ede in 1867.

Topografische gemeentekaart van Ede, september 2022

Ede (uitspraakⓘ; Nedersaksisch: Ee) is een gemeente in de Nederlandse provincie Gelderland, te vinden op de westflank van de Veluwe en de zuidelijke Gelderse Vallei. De gemeente Ede beslaat zo'n 32.000 hectare. Binnen dit grondgebied liggen behalve de hoofdplaats Ede de woonkernen Bennekom, Deelen, Ederveen, Harskamp, Hoenderloo (deels), De Klomp, Lunteren, Otterlo en Wekerom alsmede enkele buurtschappen. Ede werkt met de gemeenten Rhenen, Wageningen, Veenendaal, Barneveld, Nijkerk, Scherpenzeel en Renswoude samen in het regionaal samenwerkingsverband Regio Foodvalley.

## Geschiedenis
Op 1 januari 1812 werden Bennekom, Lunteren en Otterlo als drie zelfstandige gemeentes van Ede afgesplitst. Al op 1 januari 1818 werden deze gemeentes weer herenigd met Ede. Kort na de Tweede Wereldoorlog werd er in Lunteren een comité gevormd dat wilde dat Lunteren een zelfstandige gemeente zou worden. Na een afwijzing van de minister van Binnenlandse Zaken in 1946 stierf het plan een stille dood.

## Geografie
De gemeente heeft in totaal 123.532 inwoners (22 november 2024, bron: CBS). In 1850 had de gemeente 9.004 inwoners en 100 jaar later 45.896. In februari 2013 werd de grens van 110.000 inwoners gepasseerd.
Het aantal kippen in de gemeente Ede is het grootste van alle Nederlandse gemeenten, te weten 3,6 miljoen (2020).

### Woonplaatsen
| Woonplaats (BAG) | Inwoners 2023 |
| ---------------- | ------------- |
| Ede              | 79.435        |
| Bennekom         | 15.380        |
| Lunteren         | 13.875        |
| Ederveen         | 3.750         |
| Harskamp         | 3.955         |
| Wekerom          | 2.885         |
| Otterlo          | 2.180         |
| De Klomp         | 490           |
| Deelen           | 20            |
| Hoenderloo (*)   | 60            |

* gedeeltelijk (grootste deel ligt in de gemeente Apeldoorn).

### Overige kernen
Buurtschappen en andere onofficiële kernen:
- Doesburgerbuurt
- Driesprong
- Eschoten
- De Ginkel
- Hoekelum
- Hoog Baarlo
- De Kade
- De Kraats
- Meulunteren
- Mossel
- Nederwoud
- Nergena
- Nieuw-Reemst
- Oud-Reemst
- Overwoud
- Roekel
- De Valk
- Walderveen
- Westeneng

## Landschap
Ede kenmerkt zich door een verscheidenheid aan landschappen. Door de situering op de grens van Veluwse stuwwallen vindt men er bossen, heidevelden, en zandverstuivingen. Ede en Bennekom zijn ontstaan op de stuwwalrand, aangezien het hooggelegen gebied kansen bood ter overleving; hoge (droge) heidelandschappen voor schapen, laaggelegen weiden voor het overige vee, met daartussen de gebieden waar akkerbouw plaatsvond. Waar in eerste instantie van een nomadenbestaan (vanaf zo'n 3000 v.Chr.) sprake was voor het Veluwse volk, is men later door verschillende oorzaken op vaste plaatsen gaan wonen en is een bestuurlijk centrum gevormd.

## Bezienswaardigheden
- Ede: Cultura, centrum voor kunst en cultuur gemeente Ede
- Ede: Pathé Ede, infotainmentcenter gebouwd in een geluidswal langs de A12 (voormalig CineMec)
- Ede: Heideweek, voor veel Edenaren en vakantiegangers een week vol feest (laatste week augustus)
- Ede: Concordia, Doesburgermolen en de De Keetmolen.
- Ede: Zwem- en waterpolovereniging Polar Bears (meervoudig Nederlands en Europees waterpolokampioen)
- Ede: Christelijke Hogeschool Ede
- de gemeente Ede heeft sinds 2004 een gezamenlijk archief met Scherpenzeel: het gemeentearchief Ede en Scherpenzeel
- Otterlo: Kröller-Müller Museum, Museonder, Nationaal Park De Hoge Veluwe, het Nederlands Tegelmuseum en Skeelerronde Otterlo
- Bennekom: Kijk & Luistermuseum, Vlegeldag
- Harskamp: Passiflorahoeve
- Lunteren: Oud-Lunterse Dag, Molen De Hoop, Geografisch middelpunt van Nederland
- Walderveen: Walderveense molen
- Verder: diversiteit aan natuur, wildkansels en diverse bossen.

## Monumenten
In de gemeente is een groot aantal rijksmonumenten, gemeentelijke monumenten, en oorlogsmonumenten, zie:
- Lijst van rijksmonumenten in Ede (gemeente)
- Lijst van gemeentelijke monumenten in Ede (gemeente)
- Lijst van oorlogsmonumenten in Ede
- Lijst van beelden in Ede

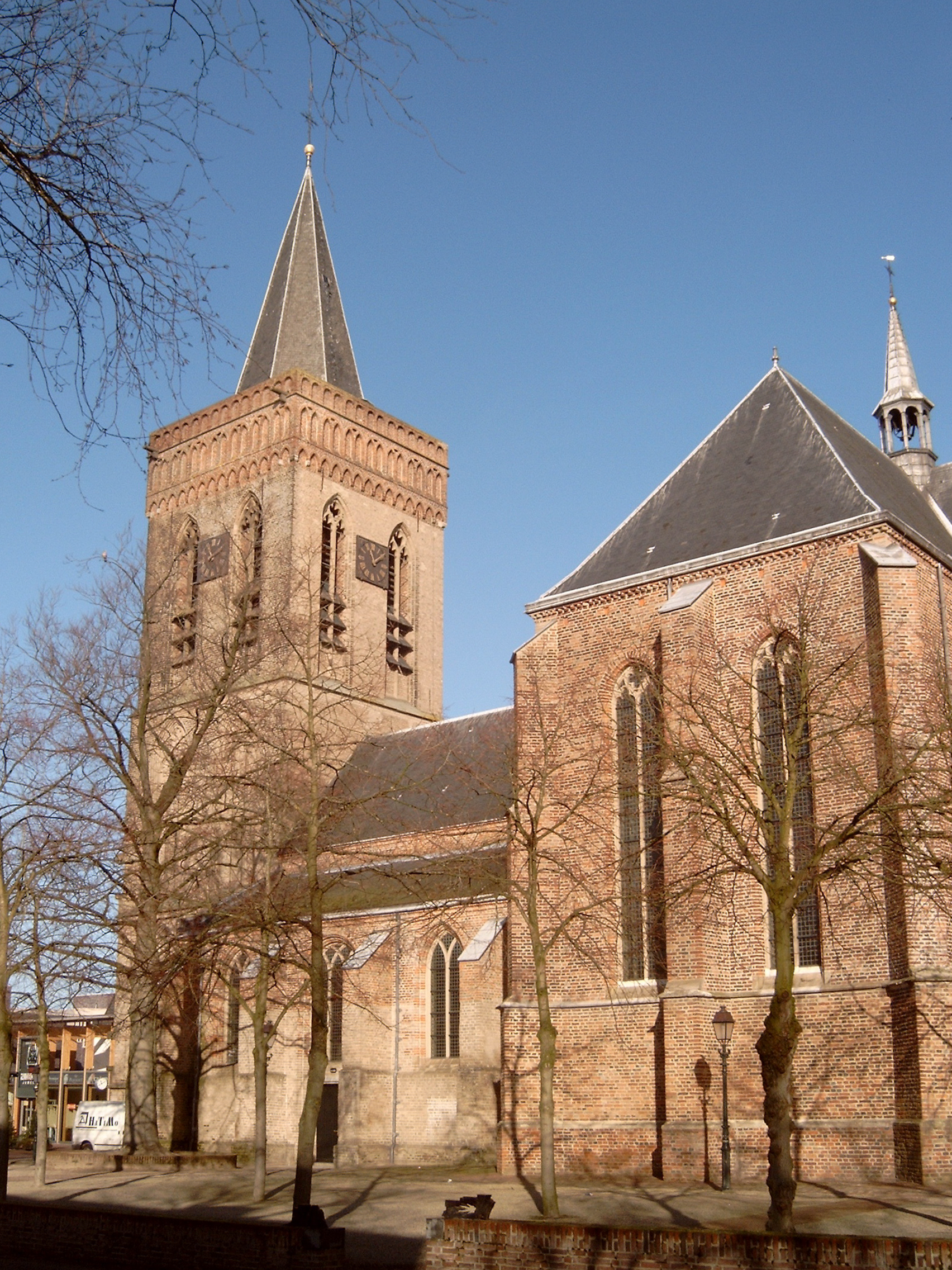
Oude Kerk in Ede
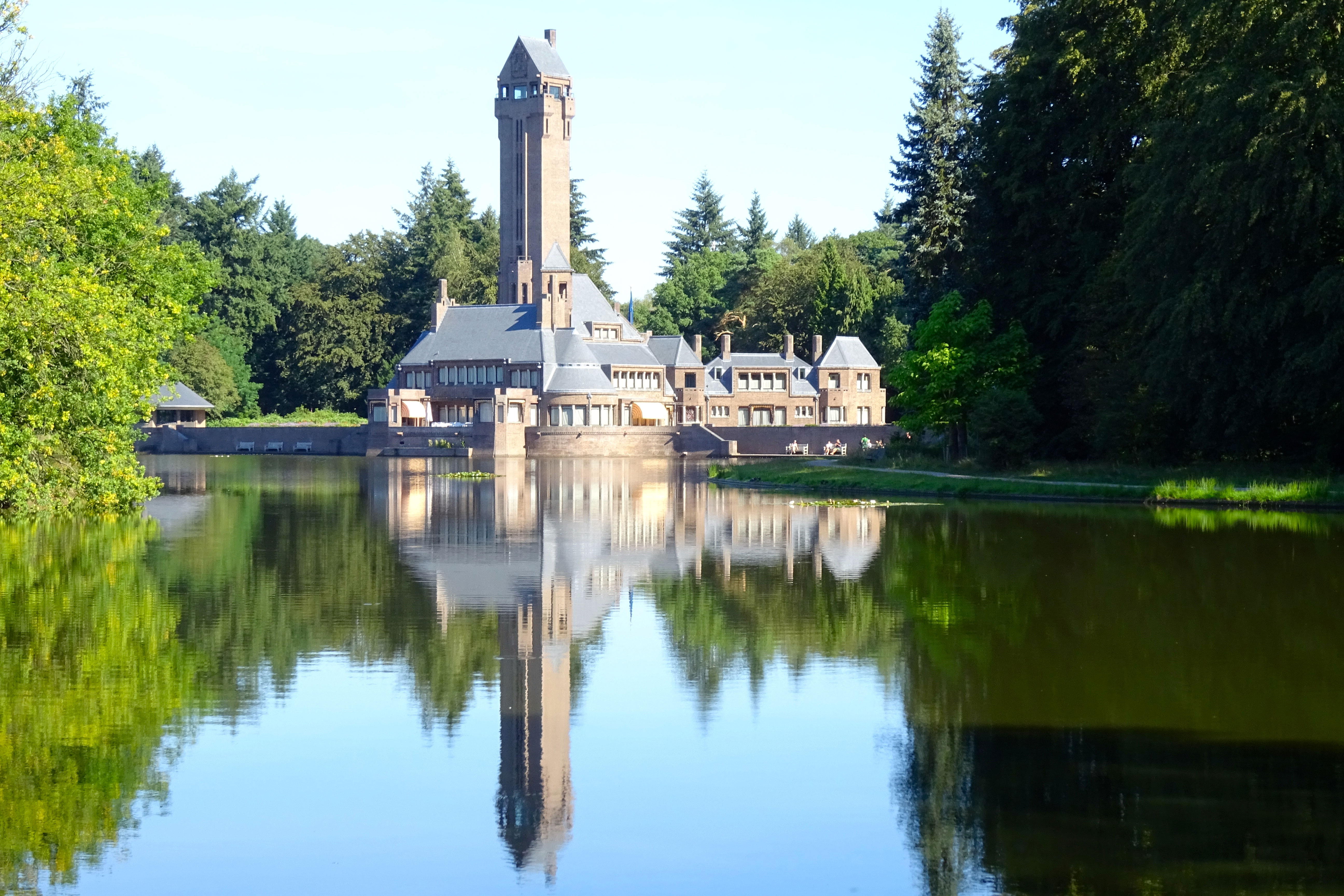
Jachthuis Sint-Hubertus in het Nationaal Park De Hoge Veluwe
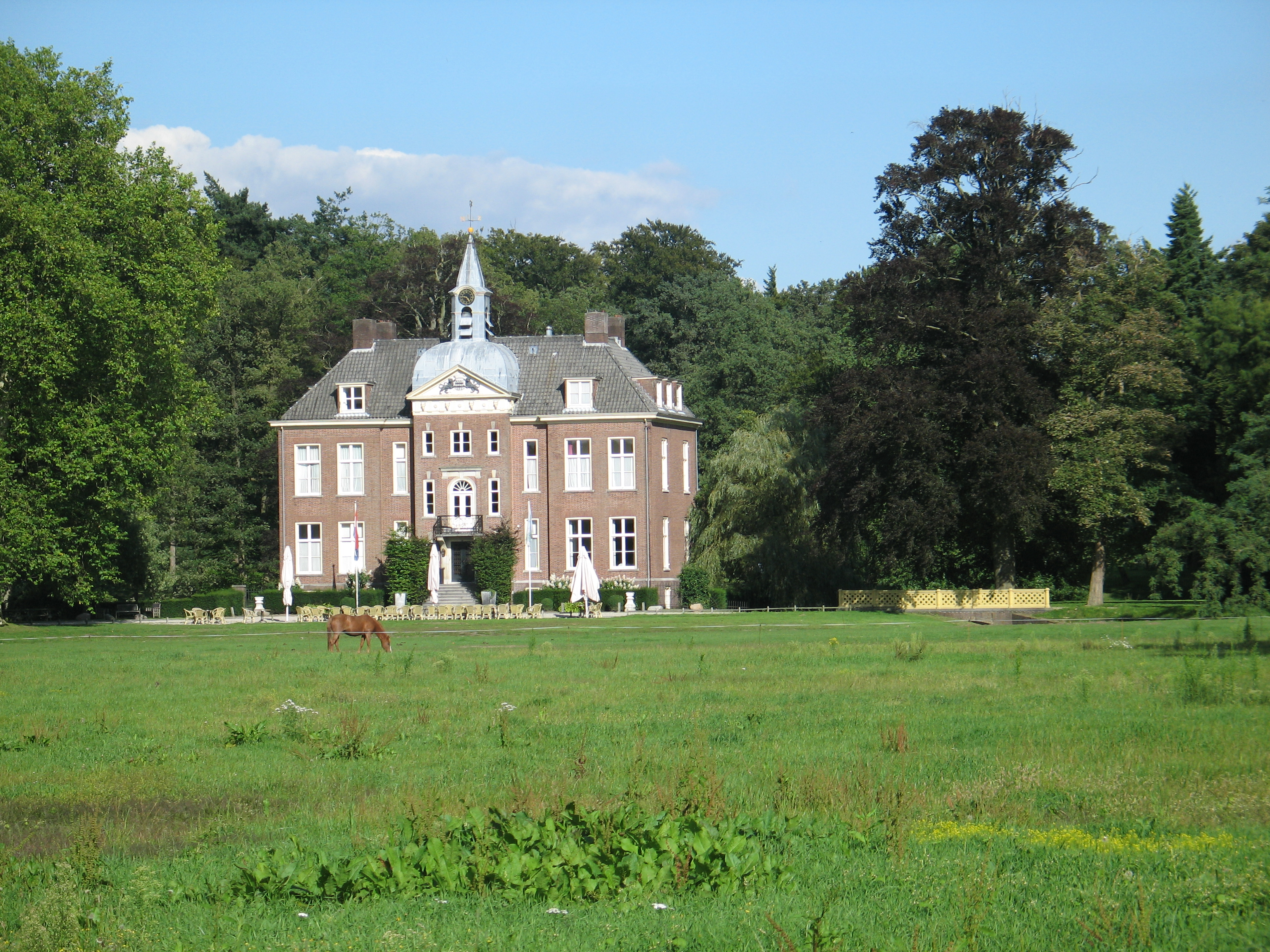
Landgoed Hoekelum

## Politiek

### Gemeenteraad
Verkiezingsuitslagen en samenstelling van de Edese gemeenteraad vanaf 1982. Zie voor eerdere uitslagen (vanaf 1946) de pagina 'Historische uitslagen gemeenteraadsverkiezingen Ede'.
| Partij                          | 1982 | 1986 | 1990 | 1994 | 1998 | 2002 | 2006 | 2010 | 2014 | 2018 | 2022 |
| ------------------------------- | ---- | ---- | ---- | ---- | ---- | ---- | ---- | ---- | ---- | ---- | ---- |
| SGP                             | 5    | 6    | 6    | 6    | 6    | 6    | 6    | 6    | 7    | 7    | 7    |
| ChristenUnie1                   | 2    | 2    | 3    | 4    | 5    | 5    | 6    | 6    | 6    | 6    | 6    |
| GemeenteBelangen Ede            | 1    | 2    | 2    | 4    | 3    | 2    | 4    | 4    | 5    | 5    | 5    |
| CDA                             | 12   | 11   | 11   | 8    | 8    | 10   | 8    | 7    | 6    | 6    | 4    |
| D66                             | 1    | 1    | 3    | 3    | 1    | 1    | 1    | 2    | 4    | 3    | 4    |
| GroenLinks2                     | -    | -    | 2    | 2    | 3    | 3    | 3    | 3    | 2    | 4    | 3    |
| Burgerbelangen Ede              | -    | -    | -    | -    | -    | -    | -    | 1    | 2    | 2    | 3    |
| VVD                             | 9    | 7    | 5    | 6    | 7    | 5    | 5    | 6    | 4    | 4    | 2    |
| PvdA4                           | 5    | 7    | 5    | 4    | 5    | 4    | 6    | 4    | 3    | 1    | 2    |
| Democratische Partij Ede (DPE)7 | -    | -    | -    | -    | -    | -    | -    | -    | -    | 1    | 1    |
| Mens en Milieu Ede              | -    | -    | -    | -    | -    | -    | -    | -    | -    | -    | 1    |
| Forum voor Democratie           | -    | -    | -    | -    | -    | -    | -    | -    | -    | -    | 1    |
| Liberaal Ede/Leefbaar Ede       | -    | -    | -    | -    | -    | 2    | -    | -    | -    | -    | -    |
| Edese Jaap                      | -    | -    | -    | -    | -    | 1    | -    | -    | -    | -    | -    |
| REde'98                         | -    | -    | -    | -    | 2    | -    | -    | -    | -    | -    | -    |
| Progressief Ede                 | 2    | 1    | -    | -    | -    | -    | -    | -    | -    | -    | -    |
| Totaal                          | 37   | 37   | 37   | 37   | 39   | 39   | 39   | 39   | 39   | 39   | 39   |

1 Deed t/m 1998 mee als combinatie RPF/GPV

2 Deed t/m 2014 mee als combinatie GroenLinks-Progressief Ede

3 D66 behaalde bij de gemeenteraadsverkiezingen van 2018 3 zetels. Twee raadsleden splitsten zich echter af en gingen verder onder de naam EdeNU.

4 De uitslagen voor 1946 betreffen de SDAP, de voorloper van de Partij van de Arbeid

5 In 2019 beëindigde GemeenteBelangen de samenwerking met mw. Wijnsouw. Zij maakte echter bekend haar zetel niet op te geven.
6 De uitslagen voor 1946 betreffen de Roomsch-Katholieke Staatspartij, de voorloper van de Katholieke Volkspartij
7 Voorheen Democratische Kiezers Ede (DKE). DKE maakte eind 2021 bekend met Fractie Wijnsouw en EdeNU samen te gaan in Democratische Partij Ede.

### College van burgemeester en wethouders

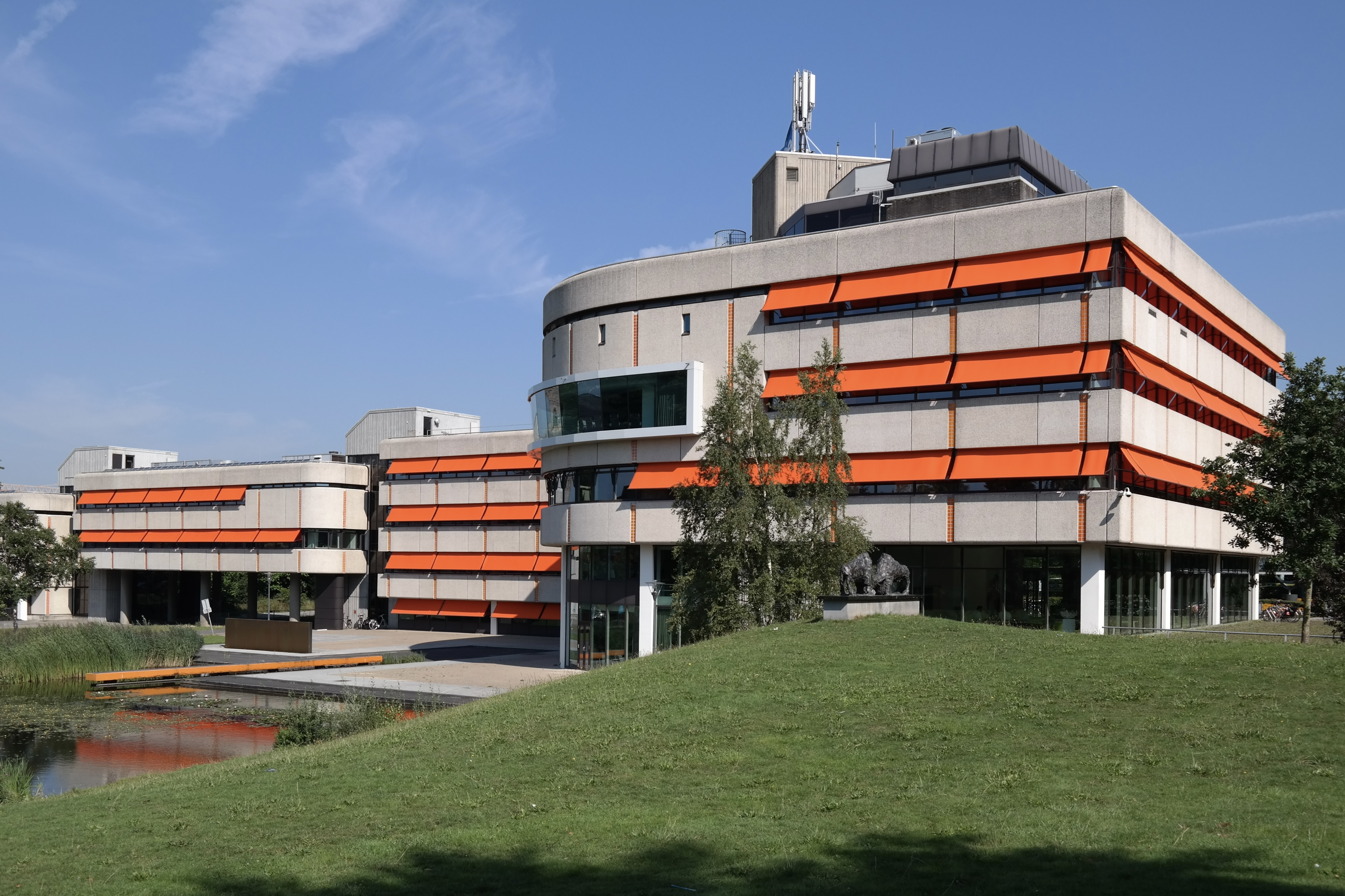
Het raadhuis van Ede

Het college van burgemeester en wethouders wordt in de periode van 2022-2026 gevormd door een coalitie van SGP, ChristenUnie, GemeenteBelangen, CDA, en PvdA. (24 van de 39 zetels).
De voorzitter van het college van B&W is burgemeester:
- René Verhulst (CDA)

Wethouders zijn:
- Arnold Versteeg (SGP)
- Leon Meijer (ChristenUnie, tot 7 december 2023)
- Bram van der Beek (ChristenUnie, vanaf 7 december 2023)
- Peter de Pater (GemeenteBelangen)
- Jan Pieter van der Schans (CDA)
- Karin Bijl (PvdA)

### Verkiezingsgeografie
De gemeente Ede wordt in politieke voorkeur gekenmerkt door een vrij grote tegenstelling tussen enerzijds de dorpen aan de rand van de Gelderse Vallei en anderzijds de stad Ede en het dorp Bennekom. De dorpen in de Gelderse Vallei zijn overwegend gereformeerd en stemmen in meerderheid op SGP en in mindere mate ChristenUnie. Alleen het toeristische en overwegend liberale dorp Otterlo vormt een uitzondering. In de plaats Ede zelf daarentegen stemt 'slechts' een kwart en in Bennekom zelfs maar een vijfde van de bevolking op deze partijen.
| Gemeenteraad 2006  | Tweede Kamer 2006 | Gemeenteraad 2010 | Gemeenteraad 2014 | Deelgemeente                        |
| ------------------ | ----------------- | ----------------- | ----------------- | ----------------------------------- |
| 67,1%              | 48,2%             | 69,9%             | 68,6%             | Wekerom                             |
| 57,9%              | 41,0%             | 59,9%             | 55,7%             | Harskamp                            |
| 57,9%              | 36,6%             | 61,9%             | 65,6%             | Ederveen / De Klomp                 |
| 42,8%              | 31,7%             | 47,0%             | 49,2%             | Lunteren                            |
| 28,4%              | 20,2%             | 29,2%             | 31,0%             | GEMEENTE EDE (gemiddelde)           |
| 23,1%              | 16,5%             | 23,3%             | 25,1%             | Ede                                 |
| 21,8%              | 14,4%             | 18,5%             | 19,4%             | Otterlo                             |
| 19,8%              | 14,5%             | 19,3%             | 21,9%             | Bennekom                            |
| 8,6%               | 8,6%              | 5,0%              | 11,1%             | Hoenderloo / Deelen                 |
| 64,3%              | 84,5%             | 60,2%             | 61,3%             | OPKOMST (gemiddelde in de gemeente) |
| Bron: gemeente Ede |                   |                   |                   |                                     |

De grote verschillen in percentages tussen de verkiezingen voor de gemeenteraad en de Tweede Kamer zijn te verklaren door twee factoren. Enerzijds komen christelijke kiezers trouwer op dan niet-christelijke kiezers, waardoor hun stemmenaandeel hoger is bij een lagere opkomst. Anderzijds bracht een deel van de traditionele achterban van SGP en ChristenUnie bij de Tweede Kamerverkiezingen een strategische stem op het CDA van de eveneens gereformeerde Balkenende uit, waardoor het CDA in 2006 een fors hoger aandeel stemmen behaalde: 20,7% bij de gemeenteraadsverkiezingen tegenover 32,8% bij de Tweede Kamerverkiezingen.
Het dorp Wekerom is landelijk gezien een van de grootste SGP-"bolwerken".

### Jongerenraad
Sinds oktober 2008 is er ook een jongerenraad actief binnen de gemeente. Deze jongerenraad bestaat uit 15 tot en met 25 jongeren tussen de 15 en 25 jaar. Alle jongeren uit de gemeente Ede kunnen lid worden van de jongerenraad. De jongerenraad functioneert als klankbord voor de gemeenteraad en het College van burgemeester en wethouders en brengt zelf gevraagd en ongevraagd advies uit. Ook organiseerd de jongerenraad diverse activiteiten voor de jongeren uit de Gemeente.

### Kindercollege
Ede heeft sinds juli 2018 een Kindercollege, bestaande uit een kinderburgemeester en vier kinderwethouders. In het Kindercollege zitten kinderen uit groep zes, zeven en acht. Zij mogen twee jaar lang hun ideeën én de ideeën van hun klasgenoten vertellen aan het echte College van Burgemeester en Wethouders en de gemeenteraad.

### Referendum koopzondag
Op 10 juni 2015 vond het eerste referendum in de geschiedenis van Ede plaats. De gemeente organiseerde dit referendum om de mening van de inwoners te peilen over de mogelijke openstelling van winkels op zondag. De opkomst was 45,1%.
In het referendum gaven inwoners antwoord op drie vragen:
1. Moet de gemeente Ede het mogelijk maken dat alle winkels in de hele gemeente Ede open kunnen op zon- en feestdagen?
| %          | Ede   | Bennekom | Lunteren | Ederveen, De Klomp | Harskamp | Wekerom | Otterlo | Gemeente |
| ---------- | ----- | -------- | -------- | ------------------ | -------- | ------- | ------- | -------- |
| Nee        | 45,83 | 56,1     | 85,8     | 93,1               | 86,6     | 91,9    | 64,6    | 57,1     |
| Ja max. 12 | 12,7  | 12,4     | 3,4      | 1,8                | 2,7      | 1,1     | 9,2     | 10,4     |
| Ja         | 41,5  | 31,6     | 10,8     | 5,1                | 10,7     | 7,0     | 26,2    | 32,5     |

2. Moet de gemeente Ede het mogelijk maken dat de supermarkten/bouwmarkten in de verschillende woonkernen open kunnen op zon- en feestdagen?
| %          | Ede  | Bennekom | Lunteren | Ederveen, De Klomp | Harskamp | Wekerom | Otterlo | Gemeente |
| ---------- | ---- | -------- | -------- | ------------------ | -------- | ------- | ------- | -------- |
| Nee        | 40,4 | 51,4     | 84,2     | 92,7               | 85,5     | 90,5    | 64,2    | 52,5     |
| Ja max. 12 | 8,5  | 8,7      | 3,1      | 1,6                | 3,0      | 1,5     | 7,2     | 7,2      |
| Ja         | 51,2 | 39,8     | 12,7     | 5,7                | 11,5     | 8,0     | 28,6    | 40,3     |

3. Moet de gemeente Ede het mogelijk maken dat alle winkels in Ede Centrum open kunnen op zon- en feestdagen?
| %          | Ede  | Bennekom | Lunteren | Ederveen, De Klomp | Harskamp | Wekerom | Otterlo | Gemeente |
| ---------- | ---- | -------- | -------- | ------------------ | -------- | ------- | ------- | -------- |
| Nee        | 42,5 | 53,1     | 83,9     | 92,1               | 84,8     | 90,4    | 61,5    | 53,9     |
| Ja max. 12 | 14,4 | 13,5     | 4,3      | 2,5                | 3,4      | 1,7     | 9,6     | 11,8     |
| Ja         | 43,1 | 33,4     | 11,8     | 5,5                | 11,8     | 7,9     | 28,9    | 34,3     |

De gemeenteraad besloot op 9 juli 2015 dat vanaf zondag 12 juli 2015 winkels in de hele plaats Ede elke zondag open mogen zijn. In alle andere dorpen in de gemeente Ede moeten de winkels dicht blijven.

## Partnerstad
- Chrudim (Tsjechië) 1993-2017[12]

## Aangrenzende gemeenten
| Aangrenzende gemeenten | Aangrenzende gemeenten | Aangrenzende gemeenten | Aangrenzende gemeenten | Aangrenzende gemeenten |
| ---------------------- | ---------------------- | ---------------------- | ---------------------- | ---------------------- |
| Renswoude (U)          |                        | Barneveld              |                        | Apeldoorn              |
|                        |                        |                        |                        |                        |
| Veenendaal (U)         |                        |                        |                        |                        |
|                        |                        |                        |                        |                        |
| Rhenen (U)             |                        | Wageningen Renkum      |                        | Arnhem                 |